# Joost Zweegers
Joost Zweegers (Sittard, 1 april 1971), beter bekend onder zijn artiestennaam Novastar, is een in België wonend Nederlands singer-songwriter.

## Biografie

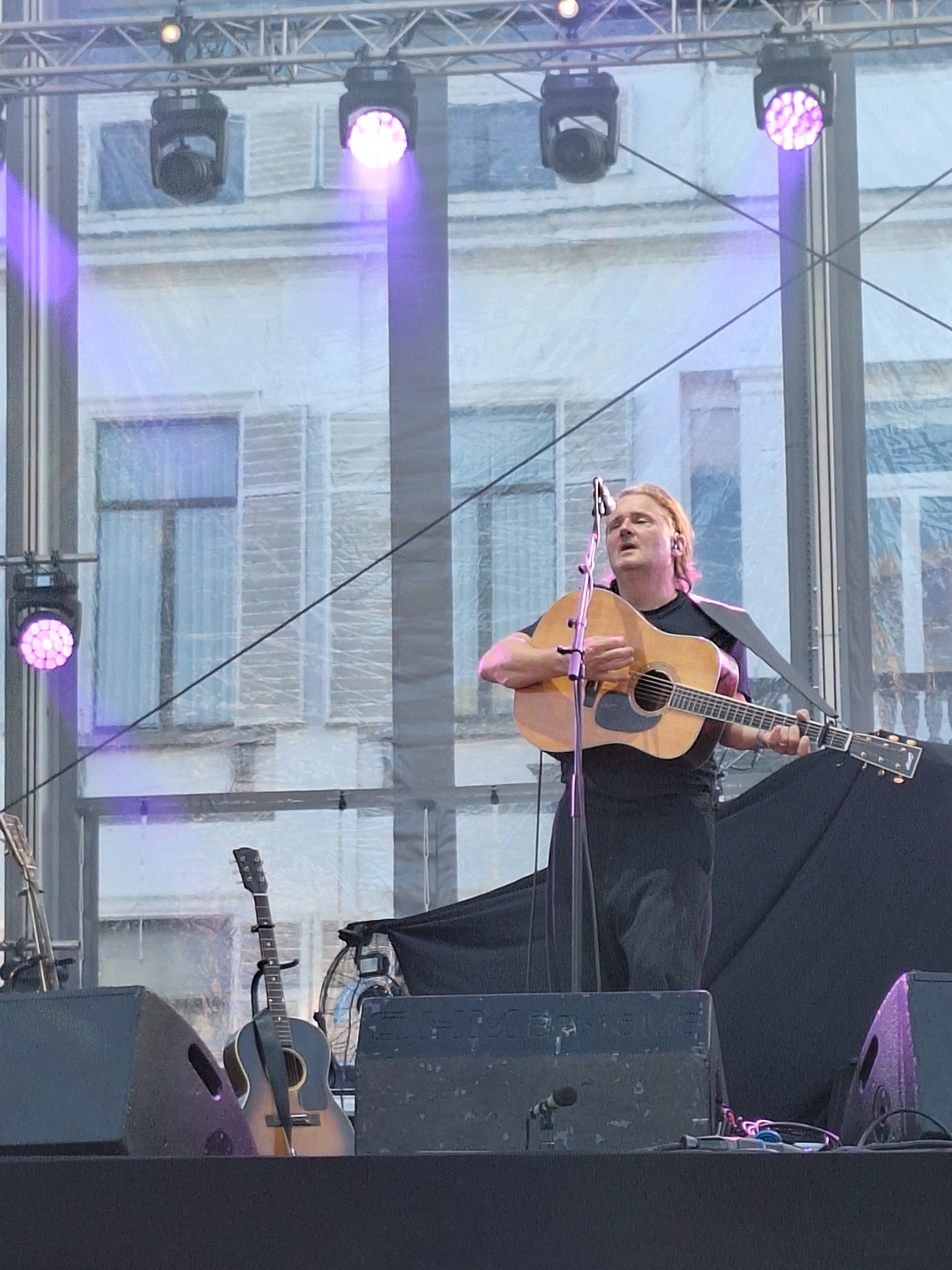
Novastar (solo) tijdens Royal Park Live 2025

Zweegers werd geboren in Sittard en woonde korte tijd in Susteren. Tussen zijn derde en zijn zeventiende jaar woonde Zweegers in Neerpelt in België, daarna verhuisde hij naar Eindhoven waar hij op kamers ging, later verhuisde hij naar Antwerpen. Als kind zong hij al graag, had bewondering voor The Beatles en als tiener oefende hij intensief zijn gitaarspel. Als jongere trok hij als straatmuzikant door Europa.
In 1992 deed hij voor het eerst mee aan Humo's Rockrally met zijn groep van toen, The Sideburns. Als nummer kozen ze "Julia". De groep bracht een single uit, namelijk "I Can't Let Maggie Go", een cover van Honeybus. De groep won de Rockrally niet en na de wedstrijd heeft men nooit meer iets van de groep gehoord. Daarna was hij kort bandlid bij Milk The Bishop.
In 1996 besloot Zweegers opnieuw mee te doen aan Rockrally, dit keer met zijn groep Novastar. Hij deed mee met het nummer "Ten Eleven". Novastar won de Rockrally. De jury gaf aan vooral onder de indruk te zijn van de knappe melodieën en de prachtige stem van Zweegers. De groep deed een tiental optredens, waarna het een tijdje stil werd rond de groep. 

### Novastar
In 1998 tekende Zweegers een platencontract bij Warner Music Benelux. De eerste cd werd geproduceerd door Wouter Van Belle, die toen ook A&R was voor Warner, en Marc Bonne, en werd gemixt door John Luongo. De cd kwam uit in het voorjaar van 2000. "Wrong" was de eerste single. Deze was een succes in België en Nederland. Novastar speelde hetzelfde jaar in het voorprogramma van K's Choice en Robbie Williams en verzorgde daarnaast zijn eerste show op Pinkpop. In 2001 trad hij op in het voorprogramma van Neil Young tijdens diens tournee.

### Another Lonely Soul
Zweegers ging vervolgens naar de Verenigde Staten voor het schrijven van een nieuwe plaat, maar dat vlotte niet zoals verwacht. Uitgeblust besloot hij naar België terug te keren en even overwoog hij zelfs te stoppen met zijn grote passie. Maar eenmaal terug in België kwam hij in contact met Piet Goddaer (beter bekend als: Ozark Henry), ze sloegen de handen ineen en begonnen samen te schrijven aan een album. De samenwerking bleek zeer goed te werken en resulteerde in de cd Another Lonely Soul (2004). De invloed van Goddaer als producer is onder andere te merken aan de hoeveelheid strijkers en blazers op het album. Op een aantal nummers, waaronder de single "Never Back Down" (in de clip met acteur Frank Focketyn), zong Goddaer ook mee als 2e stem in het refrein. "Never Back Down" werd een hit. Optredens in het clubcircuit volgden en ook festivals als Pinkpop, Rock Werchter, Dour en Lowlands werden aangedaan.
In 2004 won Novastar de Belgische TMF Award in de categorie 'Beste Album'.
In 2005 strandde hij op nr. 189 in de Vlaamse versie van De Grootste Belg, buiten de officiële nominatielijst.
Kenmerkend tijdens live-optredens bij Zweegers is zijn verlegenheid en zijn drang tot perfectie. Hoewel hij perfectie van zijn bandleden eist, weet hij ze altijd snel te enthousiasmeren. Contact met fans en publiek is iets wat hij minder onderhoudt.

### Almost Bangor
In 2005 viel Zweegers tijdens een optreden in Vorst Nationaal van het podium en liep daarbij een ernstige voetblessure op. De revalidatie hiervan verliep langzaam en zorgde ervoor dat een nieuw album lang op zich liet wachten. Na een radiostilte van bijna twee jaar na zijn concerttournee door Europa en enkele optredens en try-outs in Amerika, stortte Zweegers zich weer op het schrijven van een nieuw album. In 2007 was Zweegers zo goed als gerevalideerd. Zowel de release als het begin van de bijbehorende tournee stonden gepland voor mei 2008. Deze data werden echter tot nader order verplaatst vanwege aanhoudende gezondheidsklachten aan de voet van Zweegers. Ook zijn optreden op Pinkpop 2008 werd geannuleerd.
Op 26 september 2008 werd het derde album Almost Bangor uitgebracht onder het label van EMI, producer was Wim De Wilde. Het album werd vernoemd naar het Franse dorp Bangor, waar Zweegers veel inspiratie opdeed voor zijn album. De eerste single van het album was "Mars Needs Woman" in België en "Because" in Nederland. Het album kwam in zowel België als Nederland in de top 10 van de albumlijsten binnen en de eerste single "Because" werd bij Nederlandse radiozender 3FM direct tot Megahit bestempeld. Het nummer "Tunnelvision" werd gebruikt als titelsong voor de Nederlandse speelfilm Het Leven Uit Een Dag naar het gelijknamige boek van A.F.Th. van der Heijden. 
Zweegers schreef daarnaast het nummer "Waiting So Long" als themalied voor 3FM's Serious Request 2008 actie. 
Tegelijk met de release van Almost Bangor startte een volledig uitverkochte clubtournee in België en Nederland, waarbij onder meer festivals als Pinkpop, Bospop, Folk Dranouter en Cactusfestival werden aangedaan. Op 6 februari stond Novastar in een uitverkochte Lotto Arena. Op 29 oktober 2009 speelde hij in de Heineken Music Hall en op Appelpop in Tiel. Ook zong Zweegers tijdens Vrienden van Amstel 2009 enkele nummers, waaronder samen met Henk Westbroek en Henk Temming van Het Goede Doel, het nummer "België".
In 2009 werd Novastar winnaar van een Nederlandse 3FM Award in de categorie Beste Artiest Alternative en datzelfde jaar won Zweegers een Belgische MIA Award 2008 voor Beste Auteur/ Componist. 
De band waar Zweegers gedurende de tournee van 2008/2009 mee speelde onder de naam Novastar, bestaat uit Karel De Backer (drums en percussie), Jeroen Swinnen (keyboard en basgitaar) en Aram Van Ballaert (gitaar). Andere muzikanten die in het verleden – in wisselende samenstelling – deel uitmaakten van de band waren Rodrigo Fuentealba Palavicino (gitaar), Ruth Verhelst (basgitaar), Lars Van Bambost (gitaar), Jang Coenen (basgitaar), Cathy-Ann Van Volsem (drums) en Mario Goossens (drums).

### Inside Outside
Op 28 maart 2014 werd Inside Outside uitgebracht, het vierde album van Novastar, geproduceerd door John Leckie (bekend van Radiohead en The Stone Roses). Het album kwam binnen op nummer 1 in Vlaanderen en bereikte nummer 8 in Nederland. 

### In The Cold Light of Monday
Op 6 juli 2018 bracht Novastar zijn vijfde plaat In The Cold Light of Monday uit. Het was zijn eerste plaat sinds hij bij Sony tekende. De producer van dienst was Mikey Rowe (bekend van zijn werk met Noel Gallagher's High Flying Birds). Het album bereikte de tweede plaats in de Vlaamse hitlijsten. In 2019 werd er een akoestische versie van het album gereleaset, Live is All - In The Cold Light of Monday - Stripped, live opgenomen in de studio. Voor Zweegers was dit een souvenir aan de periode toen hij de songs schreef, in het Engelse Brighton. Dit werd gevolgd door de Word's out solo tour eind 2019, begin 2020. Door de Coronapandemie en tijdelijke sluiting van concertzalen werden een aantal optredens geannuleerd. 
Zweegers werkte mee aan het album Lost In Time van Geike Arnaert, dat in 2019 verscheen.

### Holler and Shout
Op 12 november 2021 werd Holler and Shout uitgebracht, het zesde album. Hij werkte hiervoor weer samen met Mikey Rowe en Andy Britton. De opnames begonnen in Brighton, maar wegens allerlei beperkingen door de Coronapandemie is een deel van de plaat bij Joost Zweegers thuis in Antwerpen opgenomen. Deep Are the Eyes was de eerste single die uitkwam en was in augustus 2021 de NPO Radio 2 Topsong en Catch of the day op Studio Brussel.
Novastar speelde in 2022 op Best Kept Secret, Live is Live in Zeebrugge, Crammerock, Rock Olmen, in De Roma in Antwerpen en TivoliVredenburg in Utrecht. In de zomer van 2023 trad hij solo op in Antwerpen op het podium Dageraad van het festival Live is Live en op Badpop Waarland. 

### The Best Is Yet To Come
In 2023 nam hij in Abbey Road Studios met gastmuzikanten The Best Is Yet To Come op, een album met herwerkte versies van zijn songs en een nieuw nummer Look At You Now. De plaat verscheen in februari 2024. In 2024 en 2025 treedt hij op met de Britse muzikanten waar hij in Brighton vaak mee samenwerkt.

### Privé
Zweegers is getrouwd en heeft dochters en een zoon.

## Waardering

### Prijzen
3FM Awards (2009)
- Beste Artiest Alternative

TMF Awards (België)
- Beste Belgische album (Novastar)

ZAMU Awards
- Beste componist
- Beste album (Novastar)

Music Industry Award (MIA) 2008
- Beste auteur/componist

Overig
- Cultuur Award Limburg

## Discografie

### Albums
| Album met eventuele hitnotering(en) in de Nederlandse Album Top 100 | Datum van verschijnen | Datum van binnenkomst | Hoogste positie | Aantal weken | Opmerkingen |
| ------------------------------------------------------------------- | --------------------- | --------------------- | --------------- | ------------ | ----------- |
| Novastar                                                            | 25-02-2000            | 15-04-2000            | 66              | 7            |             |
| Another Lonely Soul                                                 | 05-03-2004            | 20-03-2004            | 36              | 27           |             |
| Almost Bangor                                                       | 26-09-2008            | 04-10-2008            | 7               | 43           |             |
| Novastar / Another Lonely Soul                                      | 2009                  | 13-06-2009            | 96              | 1            |             |
| Inside Outside                                                      | 28-03-2014            | 05-04-2014            | 8               | 6            |             |
| In the Cold Light of Monday                                         | 05-10-2018            | 13-10-2018            | 21              | 3            |             |
| Holler and Shout                                                    | 12-11-2021            | 20-11-2021            | 47              | 1            |             |
| The Best Is Yet to Come                                             | 16-02-2024            | 24-02-2024            | 42              | 1            |             |

| Album met hitnotering(en) in de Vlaamse Ultratop 200 albums | Datum van verschijnen | Datum van binnenkomst | Hoogste positie | Aantal weken | Opmerkingen |
| ----------------------------------------------------------- | --------------------- | --------------------- | --------------- | ------------ | ----------- |
| Novastar                                                    | 25-02-2000            | 04-03-2000            | 1(7wk)          | 69           | Platina     |
| Another Lonely Soul                                         | 05-03-2004            | 13-03-2004            | 1(6wk)          | 56           | Goud        |
| Almost Bangor                                               | 26-09-2008            | 04-10-2008            | 2               | 50           | Goud        |
| Inside Outside                                              | 28-03-2014            | 05-04-2014            | 1(1wk)          | 55           |             |
| In the Cold Light of Monday                                 | 05-10-2018            | 13-10-2018            | 2               | 20           |             |
| Holler and Shout                                            | 12-11-2021            | 20-11-2021            | 8               | 11           |             |
| The Best Is Yet to Come                                     | 16-02-2024            | 24-02-2024            | 1(1wk)          | 11           |             |

### Singles
| Single met eventuele hitnotering(en) in de Nederlandse Top 40 | Datum van verschijnen | Datum van binnenkomst | Hoogste positie | Aantal weken | Opmerkingen                     |
| ------------------------------------------------------------- | --------------------- | --------------------- | --------------- | ------------ | ------------------------------- |
| Wrong                                                         | 1999                  | 16-10-1999            | tip4            | -            | Nr. 47 in de Mega Top 100       |
| The Best Is Yet to Come                                       | 2000                  | -                     |                 |              |                                 |
| Caramia                                                       | 2000                  | -                     |                 |              |                                 |
| Lost & Blown Away                                             | 2000                  | -                     |                 |              | Nr. 92 in de Mega Top 100       |
| Never Back Down                                               | 2004                  | -                     |                 |              | Nr. 84 in de B2B Single Top 100 |
| When the Lights Go Down on the Broken Hearted                 | 2004                  | -                     |                 |              | Nr. 43 in de Mega Top 50        |
| Rome                                                          | 2004                  | -                     |                 |              |                                 |
| Mars Needs Woman                                              | 2008                  | -                     |                 |              | Nr. 63 in de B2B Single Top 100 |
| Because                                                       | 2008                  | 11-10-2008            | 24              | 6            | Nr. 20 in de Mega Top 50        |
| Waiting So Long                                               | 2008                  | 03-01-2009            | 21              | 4            | Nr. 5 in de Mega Top 50         |

| Single met hitnotering(en) in de Vlaamse Ultratop 50 | Datum van verschijnen | Datum van binnenkomst | Hoogste positie | Aantal weken | Opmerkingen |
| ---------------------------------------------------- | --------------------- | --------------------- | --------------- | ------------ | ----------- |
| Wrong                                                | 1999                  | 30-10-1999            | 43              | 7            |             |
| The Best Is Yet to Come                              | 2000                  | 12-02-2000            | tip3            | -            |             |
| Lost & Blown Away                                    | 2000                  | 02-12-2000            | 45              | 3            |             |
| Never Back Down                                      | 2004                  | 10-04-2004            | 28              | 8            |             |
| When the Lights Go Down on the Broken Hearted        | 2004                  | 14-08-2004            | tip16           | -            |             |
| Mars Needs Woman                                     | 2008                  | 04-10-2008            | 13              | 16           |             |
| Because                                              | 2008                  | 20-12-2008            | 14              | 15           |             |
| Tunnelvision                                         | 2009                  | 11-04-2009            | tip21           | -            |             |
| Closer to You                                        | 2014                  | 22-02-2014            | tip1            | -            |             |
| Light up My Life                                     | 2014                  | 05-07-2014            | tip15           | -            |             |
| Faith in You                                         | 2014                  | 18-10-2014            | tip29           | -            |             |
| Kabul                                                | 2015                  | 21-02-2015            | tip24           | -            |             |
| Home Is Not Home                                     | 2018                  | 14-04-2018            | tip2            | -            |             |
| Holly                                                | 2018                  | 25-08-2018            | tip5            | -            |             |
| Cruel Heart                                          | 2018                  | 24-11-2018            | tip2            | -            |             |
| Word's Out                                           | 2019                  | 23-03-2019            | tip31           | -            |             |
| Life Is All                                          | 2019                  | 28-09-2019            | tip43           | -            |             |
| Longtime                                             | 2019                  | 30-11-2019            | tip             | -            |             |
| We Don't Mind                                        | 2020                  | 11-01-2020            | tip30           | -            |             |
| Velvet Blue Sky                                      | 2021                  | 20-11-2021            | 43              | 5            |             |
| Your World                                           | 2022                  | 12-03-2022            | 50              | 1            |             |

### NPO Radio 2 Top 2000
| Nummers met noteringen in de NPO Radio 2 Top 2000 | '09  | '10  | '11  | '12  | '13  | '14 | '15 | '16 | '17 | '18 | '19 | '20 | '21 | '22 | '23 | '24 |
| ------------------------------------------------- | ---- | ---- | ---- | ---- | ---- | --- | --- | --- | --- | --- | --- | --- | --- | --- | --- | --- |
| Because                                           | 1088 | 1214 | 1616 | 1834 | 1645 | -   | -   | -   | -   | -   | -   | -   | -   | -   | -   | -   |
| Mars Needs Woman                                  | 1116 | -    | 1951 | -    | -    | -   | -   | -   | -   | -   | -   | -   | -   | -   | -   | -   |
| Wrong                                             | 960  | 1423 | 803  | 853  | 790  | 875 | 699 | 668 | 666 | 658 | 713 | 611 | 535 | 434 | 467 | 495 |

1. ↑  Een '-' betekent dat het nummer niet was genoteerd en een vetgedrukt getal geeft de hoogste notering van een nummer aan.
2. ↑  2009 was het eerste jaar met een notering voor Joost Zweegers.

### Dvd's
| Dvd's met hitnoteringen in de Nederlandse Music Top 30 | Datum van verschijnen | Datum van binnenkomst | Hoogste positie | Aantal weken | Opmerkingen |
| ------------------------------------------------------ | --------------------- | --------------------- | --------------- | ------------ | ----------- |
| Almost Bangor - Live                                   | 2009                  | 30-05-2009            | 17              | 6            |             |